# Bučje (gmina Novo Goražde)
Bučje (cyr. Бучје) – wieś w Bośni i Hercegowinie, w Republice Serbskiej, w gminie Novo Goražde. W 2013 roku liczyła 22 mieszkańców.